# 崇安街道
崇安街道，是中华人民共和国福建省南平市武夷山市下辖的一个街道。

## 行政区划
崇安街道下辖以下地区：
营盘社区、清献社区、和平社区、温岭社区、花桥社区、百花社区、石雄社区、城南村、城西村、清献村、崩埂村、村尾村、黄墩村、松凹村和良种场生活区。